# 思茅胡椒
思茅胡椒（学名：Piper szemaoense）是胡椒科胡椒属的植物，为中国的特有植物。分布于中国大陆的云南等地，生长于海拔1,000米至2,600米的地区，一般生于密林和疏林中，目前尚未由人工引种栽培。